# Route nationale 390
Pour les articles homonymes, voir Route 390.
La route nationale 390, ou RN 390, était une route nationale française reliant Étain à Gravelotte. À la suite de la réforme de 1972, son parcours a été repris par la N3 qui fut ensuite déclassée en RD 603 en 2006.

## Parcours de Étain à Gravelotte
- Étain (km 0)
- Warcq (km 3)
- Buzy-Darmont (km 8)
- Conflans-en-Jarnisy (km 19)
- Jarny (km 21)
- Gravelotte (km 34)